# اللفج (السياني)

تعديل مصدري - تعديل

اللفج هي إحدى قرى عزلة الهادس بمديرية السياني التابعة لمحافظة إب، بلغ تعداد سكانها 67 نسمة حسب تعداد اليمن لعام 2004.